# Can Fargas (Castellterçol)
Can Fargas és una obra de Castellterçol (Moianès) inclosa a l'Inventari del Patrimoni Arquitectònic de Catalunya.

## Descripció
Casa entre parets mitgeres coberta a dues aigües. Consta de planta baixa i pis. Les obertures, porta i finestra, són quadrades i amb llinda de carreus de pedra. En la llinda de la porta d'entrada hi ha una inscripció amb el dibuix d'una pala molt esquemàtica a banda i banda.

## Història
Les pales de la llinda de la porta d'entrada ens indiquen que originàriament a la casa hi va viure un peraire. Al segle xvii, amb el floriment del gremi dels peraires i del negoci de la neu, la població va créixer notablement.
Aquest edifici va ser enderrocat i en el seu lloc n'hi ha un de nova construcció. A la dovella central de la porta d'accés es pot veure l'any de construcció, 1998.